# Rhotana chrysonoe
Rhotana chrysonoe är en insektsart som beskrevs av George Willis Kirkaldy 1906. Rhotana chrysonoe ingår i släktet Rhotana och familjen Derbidae. Inga underarter finns listade i Catalogue of Life.